# Budynek gimnazjum im. Króla Fryderyka II we Wrocławiu

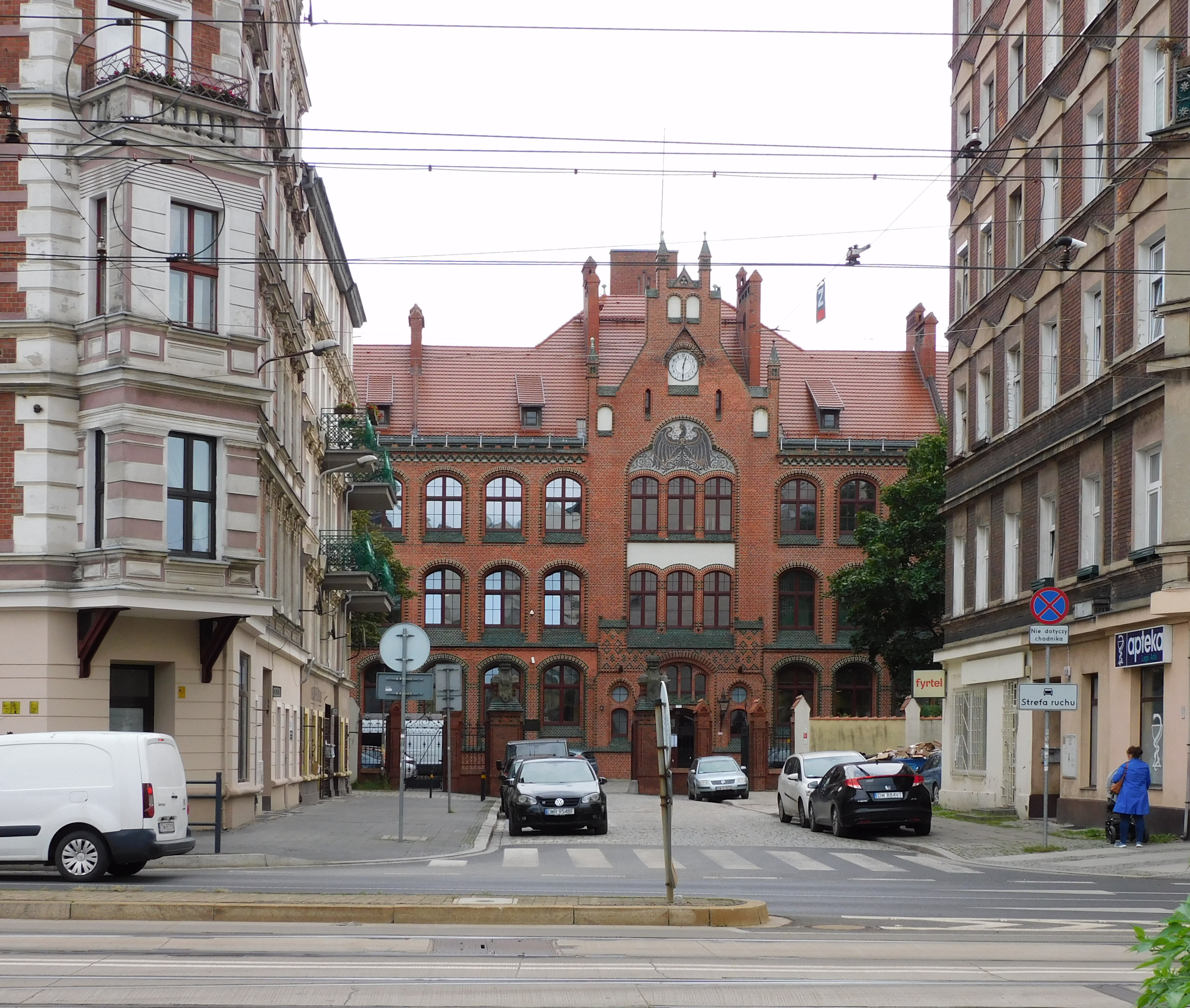
Widok dawnej szkoły od strony ulicy Jedności Narodowej

Budynek dawnego Gimnazjum im. Króla Fryderyka II – budynek szkolny przy obecnej ul. Jedności Narodowej 117 wzniesiony dla Gimnazjum im. Króla Fryderyka II, będący następnie siedzibą kolejno: III Liceum Ogólnokształcącego, Szkoły Podstawowej nr 56, Gimnazjum nr 15, wreszcie Centrum Kreatywności Talent oraz Poradni Psychologiczno-Pedagogicznej nr 2 we Wrocławiu. 

## Historia szkoły

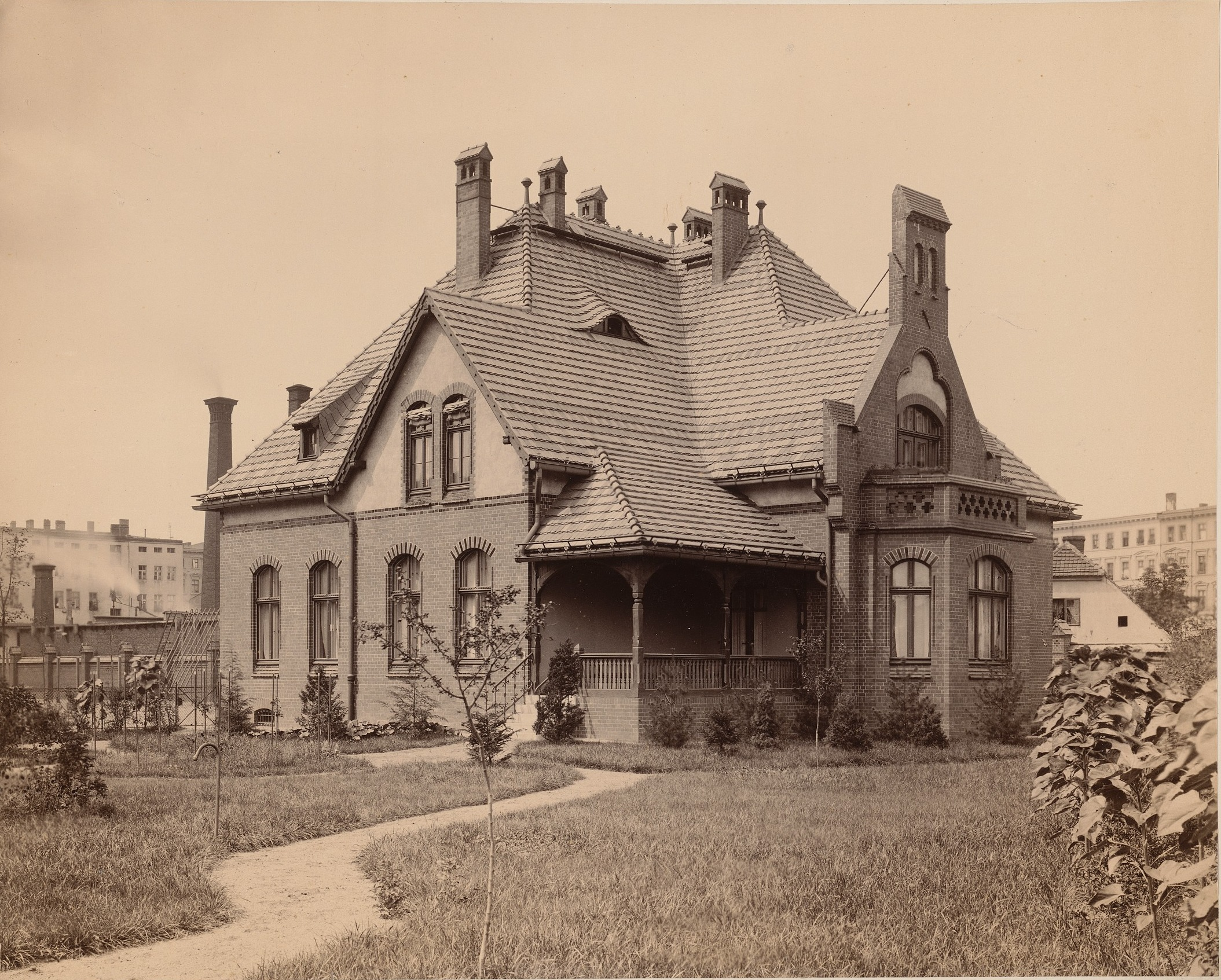
Willa dyrektora szkoły stojąca za szkołą, dziś nieistniejąca

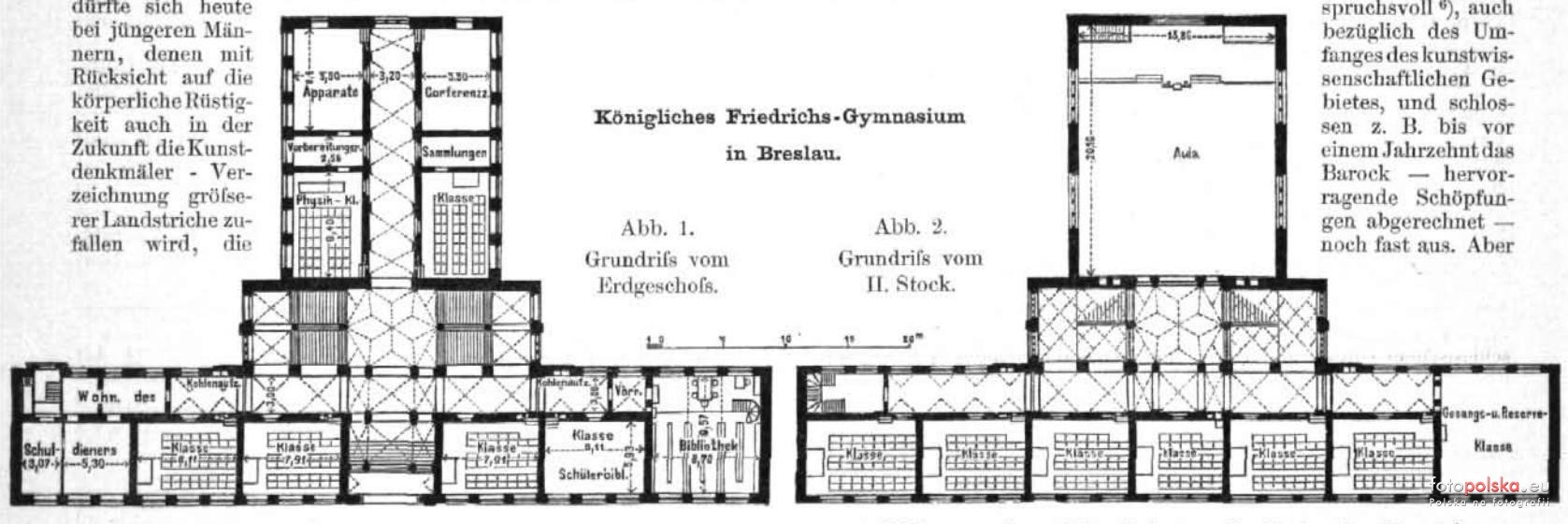
Rzut planu parteru i I piętra szkoły

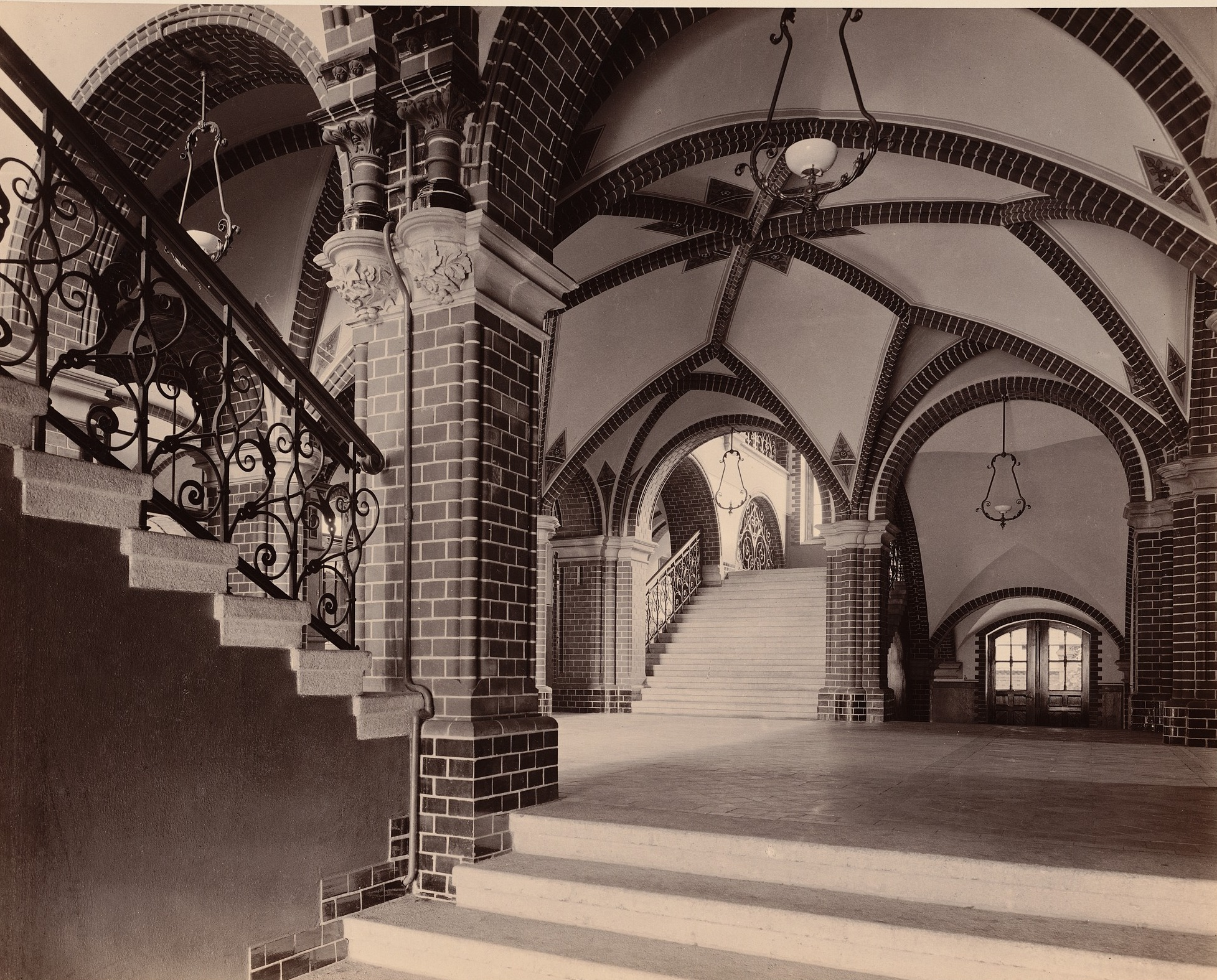
Korytarze szkolne, fragment klatki schodowej

Pierwszą siedzibą szkoły był budynek przyległy do kalwińskiego kościoła przy obecnej ul. Kazimierza Wielkiego. W kolejnych latach szkoła rozbudowywała się o internat (w latach 1767-1768), a według polskojęzycznych źródeł o nowy budynek szkolny), zaprojektowany prawdopodobnie przez Carla Langhansa. Szybki przyrost liczby uczniów wymusił dokupienie w 1775 roku dodatkowego budynku przy ulicy Karlstrasse 28  (obecnie ul. Kazimierza Wielkiego 28), co również nie przyniosło spodziewanego długotrwałego efektu. W 1828 szkoła przeniosła się do nowo wybudowanego budynku na posesji pod obecnym adresem pl. Wolności 8/Kazimierza Wielkiego 29. 
W 1892 roku sporządzono nowe plany dla zupełnie nowej szkoły, na działce w północnej części Wrocławia przy obecnej ul. Jedności Narodowej 117. Budowę rozpoczęto w 1893 roku według projektu Bayera i Brinckmanna z Berlina; wśród projektantów wymienia się również Georga Büttnera, który był wówczas pruskim urzędnikiem budowlanym i pełnił prawdopodobnie funkcję nadzoru nad projektem. Koniec budowy przypadł na rok 1896. W tym czasie wzniesiono budynek szkolny z salą gimnastyczną oraz wybudowano osobną willę dla dyrektora (budynek rozebrano). Podczas II wojny światowej w szkole, od 1942 roku, znajdował się Reserve Lazarett XII.   

## Opis architektoniczny
Budynek szkolny, trzykondygnacyjny, został założony na planie litery „T” (wg innego źródła – wydłużonego prostokąta). Umieszczona w środkowej części budynku klatka schodowa rozdzielała sale lekcyjne umieszczone po zachodniej i wschodniej stronie. Na II piętrze w skrzydle wschodnim znajdowała się  aula, pierwotnie z organami; oba skrzydła miały mniejsze klatki schodowe. 
Korytarz i klatka schodowa ozdobione były glazurowaną cegłą. Architektura gmachu nawiązywała do powstających w tym samym okresie szkół zaprojektowanych przez Richarda Plüddemanna, utrzymanych w stylu neogotyckim. Projekt zakładał zastosowanie wielobarwnych cegieł klinkierowych, sklepień krzyżowych i gwiaździstych na korytarzach, w klatkach schodowych i w holu oraz segmentowych okien, trójkątnych szczytów z blendami i filarami. Elewację budynku wykonano z czerwonej cegły klinkierowej akcentowanej cegłą innego koloru układaną w różne wzory. Wejście do budynku znajduje się w osi budynku elewacji frontowej, nad nim umieszczony jest wizerunek orła pruskiego, a jeszcze wyżej wzniesiono wieżyczkę z zegarem. 
Przed szkołą znajdował się dziedziniec szkolny ogrodzony kutymi kratami i z bramą zaznaczoną filarami, na których znajdowało się dawne godło szkoły. Za szkołą wybudowano salę gimnastyczną oraz willę dyrektora (nie zachowała się).

## Po 1945
Po zakończeniu działań wojennych w 1945 roku, w nieuszkodzonym budynku od 10 lipca 1945 roku umieszczono jeden z trzech punktów Państwowego Urzędu Repatriacyjnego, który zajmował się przesiedleńcami oraz Polakami przybywającymi z Zachodu. W latach 1946–1965 (od 2 października 1946 roku) w budynku mieściło się III Liceum Ogólnokształcące.
Po przeniesieniu LO do nowego gmachu przy ulicy Składowej 5, w budynku otworzono Szkołę Podstawową nr 56, a po zmianach w systemie edukacji Gimnazjum nr 15 im. Profesorów Lwowskich.
W 2012 roku budynek szkolny, dzięki dotacjom z Funduszu Europejskiego i Urzędu Miasta, został poddany remontowi; pod nadzorem konserwatora zabytków wymieniono całą stolarkę okienną i naprawiono zegar. Od drugiego dziesięciolecia XXI wieku w budynku siedzibę mają Centrum Kreatywności Talent  i Poradnia Psychologiczno-Pedagogiczna nr 2 we Wrocławiu.